# Olga Slavnikova

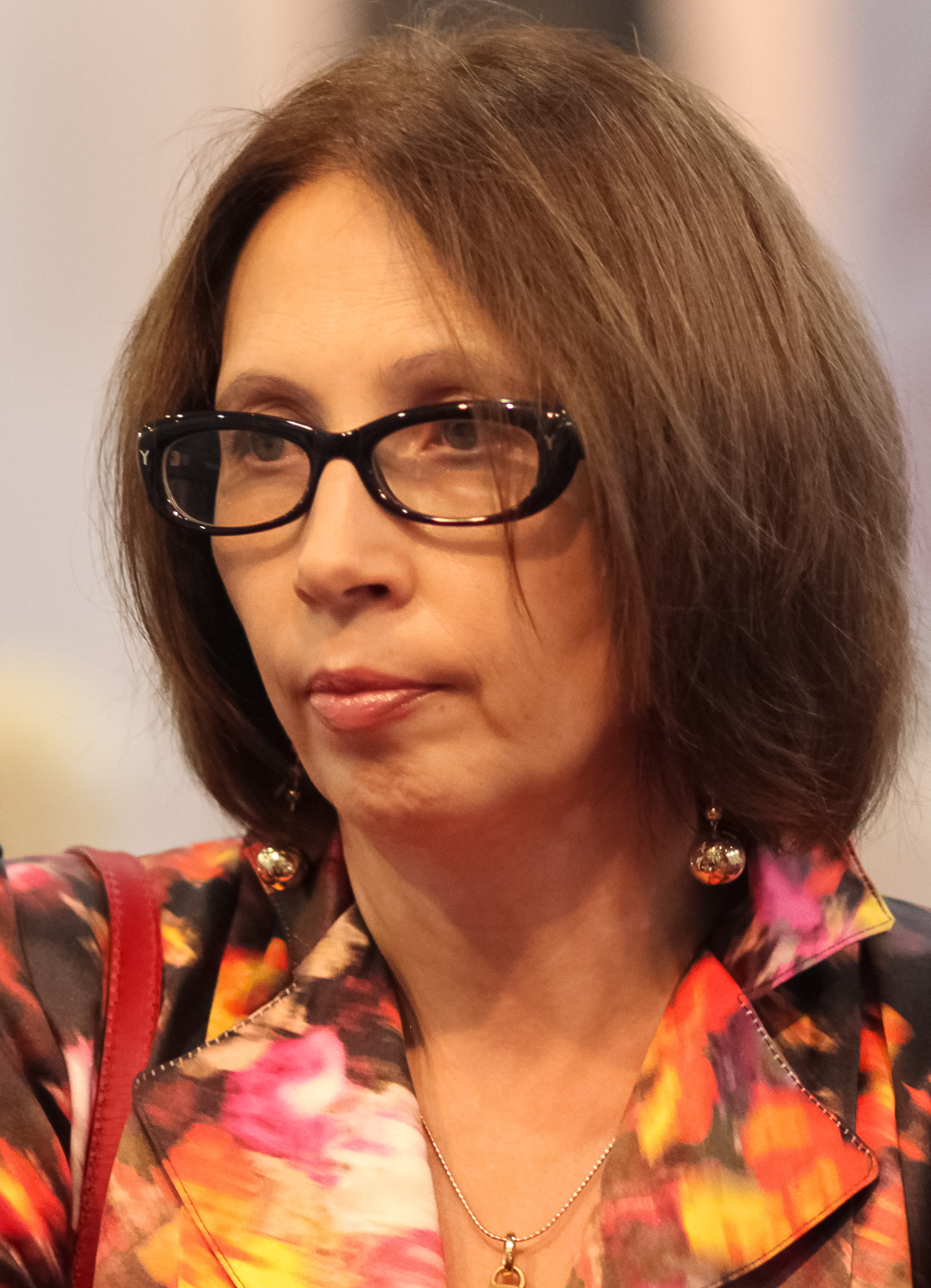
Olga Slavnikova

Olga Alexandrovna Slavnikova (Ольга Александровна Славникова), född 23 oktober 1957 i dåvarande Sverdlovsk, Sovjetunionen, (nuvarande Jekaterinburg, Ryssland), är en rysk författare.
Olga Slavnikovas växte upp i en namnlös hemlig militärstad nära Sverdlovsk, där hennes far var raketingenjör. Hon utbildade sig till journalist på Urals federala universitet i Jekaterinburg 1971-76. Där arbetade hon i redaktionen på tidskriften Urals Hon utgav sin första roman 1997, En trollslända stor som en hund.
Hon fick Ryska Bookerpriset 2006.
Olga Slavnikova är gift med poeten Vitalij Puchanov och bor sedan 2003 i Moskva. Hon är sedan 2002 engagerad som ledande kraft bakom Debut-priset för unga ryska författare.